# Faute inexcusable de l'employeur
 (février 2011).
Si vous disposez d'ouvrages ou d'articles de référence ou si vous connaissez des sites web de qualité traitant du thème abordé ici, merci de compléter l'article en donnant les références utiles à sa vérifiabilité et en les liant à la section « Notes et références ».
Pour les articles homonymes, voir FIE.
En droit de la sécurité sociale français, la faute inexcusable de l’employeur (FIE) institue une forme de responsabilité de l'employeur après la survenance d'un accident du travail ou d'une maladie professionnelle, considérée comme résultant en partie d'une grave négligence de sa part. L'article L. 452-1 du code de la sécurité sociale en fixe les conséquences sans d'ailleurs en établir la définition, laissant ce soin à la jurisprudence. La reconnaissance de cette responsabilité modifie les mécanismes et niveaux d’indemnisation prévus selon le type de dommage subi par le salarié.
Le code de la sécurité sociale prévoit également la notion de faute inexcusable ou intentionnelle du salarié dans son article L. 453-1.
Il n’y a pas nécessairement d’incidence pénale pour le représentant de l’entreprise, il s'agit de deux problèmes différents (par contre la mise en cause pénale du chef d’entreprise peut entraîner la faute inexcusable).
Le risque est donc un risque financier pour l’entreprise, éventuellement lourd. Ce risque est parfois couvert par les contrats d'assurance multirisques professionnels.
Par contre l’idée d'une obligation de sécurité de résultat (cf. infra) issue de la jurisprudence de la Cour de cassation en matière de faute inexcusable, pourrait être utilisée en matière pénale.

## Historique
Depuis la loi du 9 avril 1898, la réparation des accidents du travail est forfaitaire et non intégrale. Pour un salarié ou ses ayants droit la seule façon d’obtenir une meilleure indemnisation est d’établir l’existence d’une faute inexcusable de son employeur.
La reconnaissance de la faute inexcusable en droit de la sécurité sociale concerne les mécanismes et niveaux d’indemnisation de la victime d’un accident.
Il n’y a pas d’incidence pénale pour le représentant de l’entreprise (par contre la mise en cause pénale du chef d’entreprise peut entraîner la faute inexcusable)
Le risque est donc un risque financier pour l’entreprise.
Jusqu'en 1898, en cas d’accident du travail, pour obtenir réparation, le salarié devait établir la faute de l’employeur dans la survenance de l’accident : c'est l'application du droit commun de la responsabilité dont la mise en œuvre suppose la preuve d'une faute, d'un dommage et d'un lien de causalité entre les deux (Code civ., art. 1382 )
La loi du 9 avril 1898 introduit deux nouveautés dérogatoires par rapport au droit commun :
- la responsabilité sans faute ;
- la réparation forfaitaire.

Ce système a pour avantages d'assurer une indemnisation aux victimes d’accidents en les dispensant d’avoir à faire la preuve de la faute et du lien de causalité entre la faute et le dommage, tout en plafonnant la réparation et ce faisant en facilite l’assurance.
La certitude de l’indemnisation est « échangée » contre le plafonnement de son montant. On peut parler d'une sorte de pacte social, encore à la base de notre système de réparation des accidents du travail.
C’est dans le cadre de ce système dérogatoire au droit commun de la responsabilité que se comprend l’idée de faute inexcusable en matière d’accident du travail:
En droit commun, on n'est responsable que de sa faute. La faute inexcusable de la victime met l’auteur de l’accident « hors de cause » (exemple : tentative de suicide).
En droit des accidents du travail le principe est la responsabilité de l’employeur même sans faute.
La faute inexcusable de l’employeur le met « hors jeu » du pacte de la loi de 1898.
Responsable même sans faute, l’employeur n’est pas exclu des bénéfices de la Loi de 1898 (substitution et plafonnement) s'il a commis une faute (même grave)
La faute inexcusable de l’employeur est un « hors jeu » qui le fait sortir du bénéfice du droit dérogatoire, il retrouve le droit commun plus sévère. Il perd la subrogation de la sécurité sociale qui le protégeait et se retrouve donc face à la victime et ses ayants droit, confronté à la réparation intégrale des préjudices.
Ce système a les défauts résultants de ses qualités :
- Pour un salarié ou ses ayants droit la seule façon d’obtenir une meilleure indemnisation est d’établir l’existence d’une faute inexcusable de son employeur.
- Il peut en résulter une systématisation, et donc une banalisation, de la notion de faute inexcusable.

## La première définition de la faute inexcusable
La loi ne donne pas de définition de la faute inexcusable. Selon une jurisprudence ancienne (« Dame veuve Villa » du 15 juillet 1941), constitue une faute inexcusable de l’employeur ou de ceux qu’il s’est substitué dans la direction, la faute revêtant les caractéristiques suivantes :
- gravité exceptionnelle (violation des règlements de sécurité par exemple).
- acte ou omission volontaire (différent de l’intention).
- conscience du danger que devait en avoir son auteur (notamment en cas d’exercice du droit de retrait par un salarié, du droit d’alerte par le CHSCT, d’observation de l’Inspecteur du travail).
- absence de cause justificative et d’intention.

La faute inexcusable est retenue s’il est relevé un manquement de l’employeur en relation avec le dommage. Il est indifférent que cette faute ait été la cause déterminante de l’accident; il suffit qu’elle soit une cause nécessaire, peu important que d’autres fautes aient concouru au dommage. Peu importe que la victime ait elle-même commis une imprudence.

## Actualité des arrêts de février 2002
Voir : Arrêts du 28 février 2002 relatifs à la définition de la faute inexcusable de l'employeur
La faute inexcusable a été récemment redéfinie par la jurisprudence (arrêts « amiante » du 28 février 2002 en matière de maladie professionnelle étendue aux accidents du travail par la Cour de cassation) :
« En vertu du contrat de travail, l’employeur est tenu envers le salarié d’une obligation de sécurité de résultat, notamment en ce qui concerne les maladies professionnelles contractées par l’intéressé du fait des produits fabriqués ou utilisés par l’entreprise. Le manquement à cette obligation a le caractère d’une faute inexcusable, au sens de l’article L. 452-1 du code de la sécurité sociale, lorsque l’employeur avait ou aurait dû avoir conscience du danger auquel était exposé le salarié, et qu’il n’a pas pris les mesures nécessaires pour l’en préserver.» (Cass. soc. 28 février 2002 ; série d’arrêts concernant des maladies professionnelles liées à l’amiante).
Cette jurisprudence a été par la suite, étendue aux accidents du travail.
Deux éléments ressortent comme faisant peser une exigence très lourde sur l’employeur :
- l’employeur est tenu envers le salarié d’une obligation de sécurité de résultat,
- l’employeur avait ou aurait dû avoir conscience du danger auquel était exposé le salarié.

La conscience que l’employeur avait ou aurait dû avoir conscience des risques courus constitue l’un des éléments déterminants de la faute inexcusable. Il est le critère déterminant pour le juge.
Cette conscience du danger peut résulter d’accidents antérieurs, d’avertissements des salariés ou du CHSCT, d’une mise en demeure de l’Inspecteur du travail, d’une condamnation pénale…
Une faute de la victime n’est pas de nature à ôter à la faute de l’employeur son caractère inexcusable, dès lors que l’employeur aurait dû avoir conscience du risque couru.
L’absence de mesures de prévention et de protection.
Dans l’affaire concernant les victimes de l’amiante, la Cour de cassation, énonce que les juges doivent essentiellement constater si la conscience du danger par l’employeur est caractérisée et si, à partir de là, les mesures nécessaires de protection ont été mises en œuvre.
Ce critère découle du précédent ; dès lors qu’aucune mesure n’a été prise, aucune diligence n’a été accomplie pour protéger le salarié du danger conscient, connu ou décelable, la faute présente un caractère inexcusable.
Il s’agit de l’obligation de sécurité de résultat de l’employeur vis-à-vis de ses salariés exposés à un risque.
Mais il ne faut pas oublier la suite : « et qu’il n’a pas pris les mesures nécessaires pour l’en préserver. » Il y a bien obligation de résultat et de conscience de danger mais en quelque sorte sous condition de défaut de moyens

## Conséquences de la reconnaissance de la faute inexcusable
Jusqu’à présent, la victime d’un accident du travail et ayant démontré la faute inexcusable de son employeur pouvait obtenir devant les tribunaux judiciaires une indemnisation venant compléter un capital ou une rente forfaitaire « accident du travail ».
L’article L.452-1 du Code de la sécurité sociale précise que lorsque l’accident du travail est dû à la faute inexcusable de l’employeur, la victime ou ses ayants droit bénéficient d’une indemnisation complémentaire.
Cependant, cette indemnisation concernait uniquement 4 postes de préjudices (outre la majoration de la rente forfaitaire) à savoir : les souffrances physiques et morales endurées, les préjudices esthétiques et d'agrément ainsi que le préjudice résultant de la perte ou de la diminution des possibilités de promotion professionnelle (article L. 452-3 du code de la sécurité sociale).
La victime se voyait donc privée de l’indemnisation de plusieurs autres postes de préjudices pourtant indemnisés pour les victimes d’un accident de la circulation, d’un accident médical…et toutes les procédures d’indemnisation dites de « droit commun »…
C’est que la victime d’une faute inexcusable n’était donc pas indemnisée de ses besoins en aide humaine passés ou futurs (sauf rares exceptions), de ses dépenses d’aménagement d’un appartement pour l’adapter à une infirmité, de ses frais de fauteuil roulant ou véhicule adapté, de ses périodes d’incapacité temporaire (déficit fonctionnel temporaire)...
La victime d’un accident du travail ayant démontré la faute inexcusable était donc défavorisé par rapport à une victime indemnisée plus largement « en droit commun », d’autant plus que l’indemnisation du préjudice corporel en droit commun a connu une nette amélioration depuis quelques années (création par la loi Kouchner d’une procédure d’indemnisation par l’ONIAM, instauration d’une nomenclature des préjudices dite Dintilhac, jurisprudences favorables de la Cour de cassation et du Conseil d’État).
Depuis une décision du Conseil Constitutionnel du 10 juin 2010 les victimes d'un accident du travail causé par la faute inexcusable de leur employeur, sous réserve que leur affaire ne soit pas définitivement jugée, peuvent (doivent) désormais solliciter en sus des prestations mises à la charge de la sécurité sociale, la réparation de postes de préjudices complémentaires (autres que les 4 postes de préjudices précités).
Attention : cette indemnisation élargie reste soumise à l’appréciation souveraine des juges du fonds, en particulier pour les affaires en cours il appartient à la victime de justifier de l’existence de postes de préjudices non indemnisés par les dispositions existantes pour obtenir soit une nouvelle expertise médicale élargie, soit l’indemnisation des préjudices complémentaires.
Dans le cas contraire, la victime défaillante à démontrer que son préjudice dépasse celui évalué par une expertise médicale restreinte et déjà indemnisé (par la rente majorée et les souffrances physiques et morales endurées, les préjudices esthétiques et d'agrément ainsi que le préjudice résultant de la perte ou de la diminution des possibilités de promotion professionnelle) pourrait se voir opposer un refus d’indemnisation complémentaire ou de nouvelle expertise médicale.
À l’inverse, la demande présentée par une personne atteinte d’une lésion grave (paraplégie par exemple, voir arrêt CA Soc Grenoble 14 octobre 2010) ouvre légitimement droit à une réouverture des débats et une nouvelle expertise médico-légale, en ce que plusieurs postes de préjudices nouveaux sont indemnisables.
En outre, et sauf ajustement en raison de la complexité du recours des tiers payeurs notamment sur le déficit fonctionnel permanent, et l’appréciation souveraine des juridictions, nous ne voyons pas de raisons de principe pour que soit écartée une indemnisation fondée sur l’application de la nomenclature dite Dintilhac énumérant l’ensemble des postes de préjudices indemnisables en droit commun, nomenclature adoptée largement par le Conseil d’État (CE, sect. avis, 4 juin 2007, n° 303422, Luc L. et Cts G) et par la Cour de cassation, et offrant une juste réparation des préjudices corporels..
S’agissant du risque de double indemnisation, par exemple une indemnisation par rente majorée et une indemnisation du déficit fonctionnel permanent (ancien IPP) ce risque nous semble écarté par le fait que Cour de Cassation a autorisé le recours des tiers payeurs non seulement sur les pertes de gains actuels et le préjudice professionnel, mais en outre sur le déficit fonctionnel permanent….et temporaire (CC° 2, 19 novembre 2009 : N° de pourvoi: 08-18019).

## Procédure
La procédure est très longue, d'une durée de 2 à 6 ans. En effet deux raisons concourent à cette lenteur :
L’état de la victime doit être « consolidé » (stabilisation durable de l'état de santé) pour déterminer le complément de rente versé.
La reconnaissance de la faute inexcusable entre dans le cadre du contentieux médical de la Sécurité sociale (contentieux devant le pôle social du tribunal judiciaire, éventuellement cour d'appel, éventuellement Cour de cassation).
Deux ans pour agir : toutes prestations concernant les victimes d'accidents du travail et de maladies professionnelles doit faire l'objet d'une demande auprès de l'organisme de Sécurité sociale dans un délai de DEUX ANS. Si ce délai n'est pas respecté, la victime se trouve dans l'impossibilité d'agir et donc d'obtenir la prestation. En matière de maladie professionnelle, plusieurs dates possibles sont envisagées par la loi, la plus favorable à la victime devant être retenue. La date du certificat médical établissant un lien possible entre la maladie et le travail, qui est assimilable à la date de l'accident (article L. 461-1 du Code de la Sécurité sociale), la date de clôture de l'enquête légale éventuellement menée par la Direction régionale des affaires sociales ou la cessation de paiement des indemnités journalières (article L. 431-2 du Code de Sécurité sociale) ; enfin, la date de cessation du travail exposant au risque (article L. 461-5 du Code de Sécurité sociale).